# Stefan Kozłowski (1928–2007)
Stefan Kozłowski (ur. 5 stycznia 1928 we Lwowie, zm. 17 września 2007 w Krynicy-Zdroju) – polski geolog, ekolog, nauczyciel akademicki, polityk i taternik, poseł na Sejm X kadencji (1989–1991), minister ochrony środowiska, zasobów naturalnych i leśnictwa w rządzie Jana Olszewskiego (1991–1992).

## Życiorys

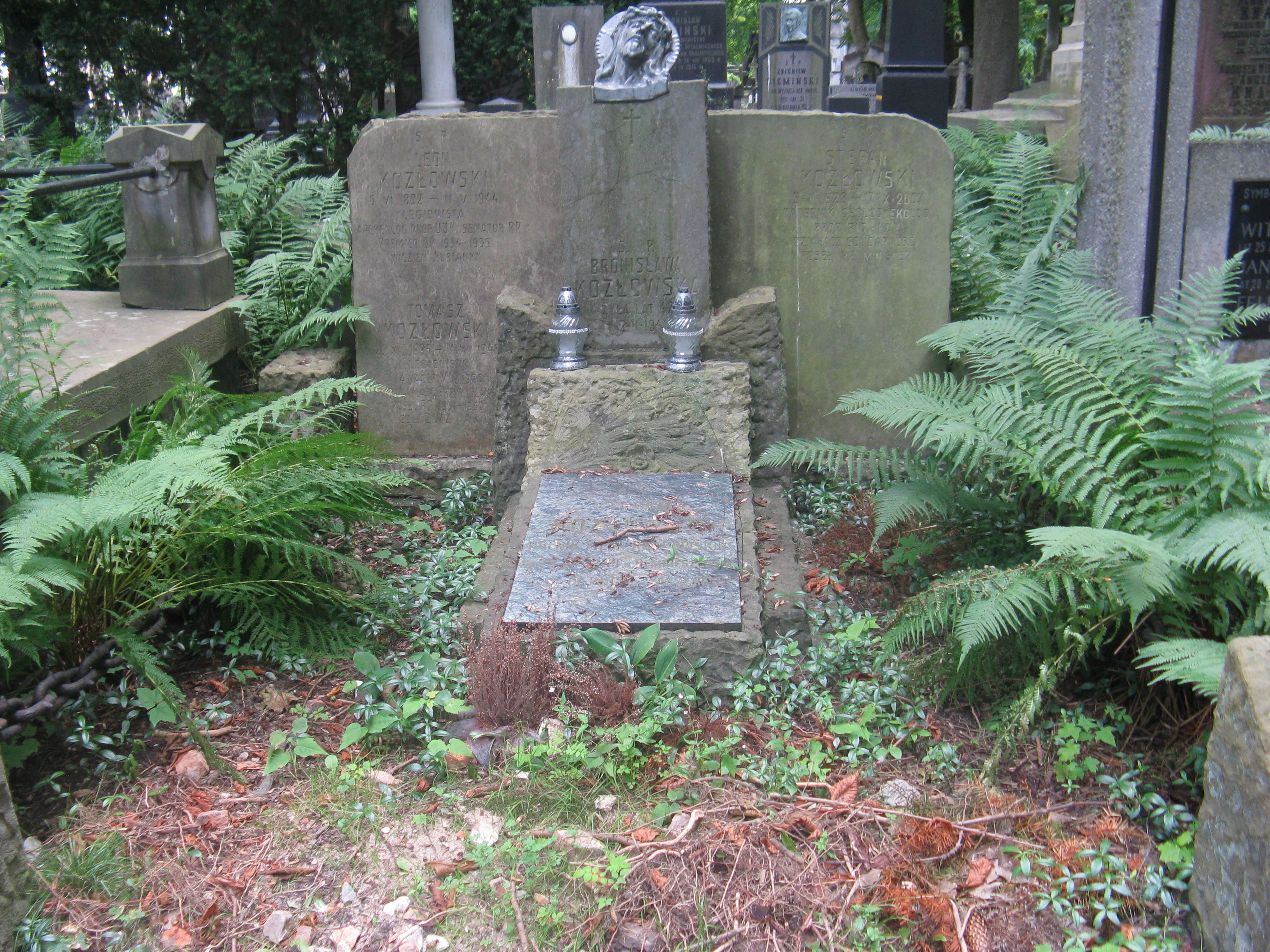
Grób Stefana Kozłowskiego na cmentarzu Powązkowskim

Był wnukiem Stanisława Postępskiego i Stefana Kozłowskiego, synem Jadwigi z Postępskich i Tomasza Kozłowskiego (legionisty, posła na Sejm, właściciela majątku Przybysławice), bratankiem Leona Kozłowskiego (archeologa i premiera w latach 1934–1935) oraz Anieli Kozłowskiej (botanika), bratem Krzysztofa Kozłowskiego (dziennikarza i filozofa, senatora oraz ministra spraw wewnętrznych), krewnym Adama Kozłowskiego (duchownego), Zofii Kozłowskiej-Budkowej (mediewistki) i Henryka Kozłowskiego (inżyniera).
Jako taternik należał do Klubu Wysokogórskiego Polskiego Towarzystwa Tatrzańskiego od 3 lutego 1949, działał też w oddziale krakowskim PTT, a od 5 stycznia 1950 w Polskim Związku Narciarskim. 10 marca 1953 został zmieciony z lawiną ze żlebu Koziego Wierchu w Tatrach. Uczestniczył w pierwszym po wojnie narciarskim przejściu grzbietu Bieszczadów Zachodnich (1956), wyprawie w góry Kaukazu (1957) i Alpy Julijskie w (1959). Był członkiem oddziału krakowskiego Polskiego Towarzystwa Tatrzańskiego.
Ukończył w 1952 studia na Akademii Górniczo-Hutniczej w Krakowie. Od 1950 do 1952 studiował dodatkowo geologię na Uniwersytecie Jagiellońskim. Był asystentem profesora Walerego Goetla. Uczestnik w Polskiej Ekspedycji Geologicznej do Mongolii w 1962.
Od 1948 do 1951 pracował jako młodszy asystent na AGH, w latach 1953–1963 był zatrudniony w Przedsiębiorstwie Geologicznym w Krakowie na stanowisku głównego inżyniera dokumentacji oraz kierownika działu studiów i projektów. Od 1963 do 2007 pozostawał związany z Państwowym Instytutem Geologicznym w Warszawie, w latach 1963–1984 był kierownikiem Zakładu Złóż Surowców Skalnych Instytutu Geologicznego. W 1976 otrzymał tytuł naukowy profesora.
Przewodniczył Radzie Geologicznej w (1990–1991), zasiadał w Państwowej Radzie Ochrony Przyrody w (1968–1989), Państwowej Radzie Ochrony Środowiska w (1981–1990), Państwowej Radzie Gospodarki Przestrzennej, a także Wojewódzkiej Radzie Ochrony Przyrody Województwa Mazowieckiego w (2004–2007). Przewodniczył Komitetowi Inżynierii Środowiska Polskiej Akademii Nauk w latach 1982–1987 i Komitetowi „Człowiek i Środowisko” PAN w latach 1990–2006. Był członkiem Komitetu Przestrzennego Zagospodarowania Kraju PAN (1996–1998), Komitetu Prognoz „Polska 2000 Plus”, od 1991 do 1994 pełnił funkcję wiceprzewodniczącego Komisji Nauk Stosowanych Komitetu Badań Naukowych. Przewodniczył radzie naukowej porozumienia Zielone Płuca Polski (od 1993), był też członkiem rady naukowej Centralnego Laboratorium Ochrony Radiologicznej (2003–2007), Ligi Ochrony Przyrody, rady Instytutu na rzecz Ekorozwoju (1992–1995). Przewodniczył komitetowi Redakcyjnemu półrocznika „Człowiek i przyroda” wydawanego przez Katolicki Uniwersytet Lubelski, radzie programowej rocznika „Przyroda i Człowiek” Olsztyńskiego Centrum Edukacji Ekologicznej, rady naukowo-programowej dwumiesięcznika „Problemy ekologii”. Wchodził w skład komitetu redakcyjnego miesięcznika „Przegląd Geologiczny” i czasopisma „Problemy ekorozwoju” PAN, rady redakcyjnej Zeszytów Naukowych Komitetu „Człowiek i Środowisko” PAN, rady programowej miesięcznika „Aura” i rocznika „Studia ecologiae et bioethicae” Uniwersytetu Kardynała Stefana Wyszyńskiego. Jako autor, współautor i redaktor ogłosił kilkaset publikacji, opracowań i ekspertyz z zakresu geologii, sozologii, ekologii, ochrony środowiska, ochrony krajobrazu, planowania przestrzennego, ekorozwoju i zrównoważonego rozwoju.
Należał do inicjatorów utworzenia Banku Ochrony Środowiska, był współtwórcą i wiceprzewodniczącym rady fundatorów Narodowej Fundacji Ochrony Środowiska, współfundatorem i członkiem kapituły Nagrody Zielonego Liścia.
Jako nauczyciel akademicki wykładał w Wyższej Szkole Pedagogicznej w Opolu (1989–1995), na Katolickim Uniwersytecie Lubelskim (na którym od 1992 do 2002 kierował Katedrą Ochrony Środowiska), w Wyższej Szkole Humanistycznej w Pułtusku (1995–2004), Wyższej Szkole Przedsiębiorczości i Rozwoju Regionalnego w Falentach (2005–2007). Zajmował stanowisko dziekana Wydziału Ekologii Wyższej Szkoły Ekologii i Zarządzania w Warszawie (od 2006).
W 1980 wstąpił do Niezależnego Samorządnego Związku Zawodowego „Solidarność”, przewodniczył zespołowi ekspertów związku w Instytucie Geologicznym do 1981. Od 1988 wchodził do Komitetu Obywatelskiego. Przewodniczył komisji ochrony środowiska i zasobów naturalnych w KO, uczestniczył w obradach Okrągłego Stołu w 1989 jako przewodniczący zespołu ekologicznego ze strony opozycyjnej. Był też wiceprzewodniczącym Fundacji Obywatelskiej (1990–1992).
W latach 1989–1991 sprawował mandat posła na Sejm X kadencji z poparciem KO „S”, wybranego w okręgu kędzierzyńskim. Był wiceprzewodniczącym Komisji Ochrony Środowiska, Zasobów Naturalnych i Leśnictwa, należał do Obywatelskiego Klubu Parlamentarnego.
Od 23 grudnia 1991 do 11 lipca 1992 zajmował stanowisko ministra ochrony środowiska, zasobów naturalnych i leśnictwa w rządzie Jana Olszewskiego. Od 1 września 1992 do 22 grudnia 1995 doradzał prezydentowi Lechowi Wałęsie w sprawach ekologii i ochrony środowiska, w latach 1993–1995 przewodniczył Radzie Ekologicznej działającej przy prezydencie.
Był członkiem honorowym Polskiego Towarzystwa Geologicznego (od 1996), Ruchu Ekologicznego św. Franciszka z Asyżu (od 2005) oraz Polskiego Towarzystwa Tatrzańskiego (od 2007).
Zmarł nagle, wygłaszając referat na konferencji „Krynica 2007”. Został pochowany na cmentarzu Powązkowskim w Warszawie (kwatera 33, rząd 6, grób 23/24).

## Odznaczenia i wyróżnienia
Odznaczony m.in. Złotym Krzyżem Zasługi (1974), Krzyżem Komandorskim Orderu Odrodzenia Polski (1990), Odznaką honorową „Za Zasługi dla Ochrony Środowiska i Gospodarki Wodnej” (2003), Medalem za zasługi dla Katolickiego Uniwersytetu Lubelskiego (2007).
W 1998 został wyróżniony Złotą Odznaką PTTK z Kosówką. Wyróżniony nagrodą Ligi Ochrony Przyrody „Zielone Serce Przyrodzie” (1998), Nagrodą Pracy Organicznej w Ochronie Środowiska im. Wojciecha Dutki (2006), Nagrodą Ministra Środowiska za całokształt działalności naukowo-badawczej w dziedzinie geologii i ochrony środowiska (2007), nagrody „Zielony Laur z diamentami” (2007).

## Publikacje
- Katalog rezerwatów i pomników przyrody nieożywionej w Polsce, Warszawa 1975, PAN, współautor.
- Surowce skalne Polski, Warszawa 1975 i 1986, Wydawnictwa Geologiczne, ISBN 83-220-0178-9.
- Ochrona krajobrazu, Warszawa 1980, LOP.
- Przyrodnicze uwarunkowania gospodarki przestrzennej Polski, Wrocław 1983, Ossolineum, ISBN 83-04-01388-6.
- Gospodarka a środowisko przyrodnicze, Warszawa 1991, PWN, ISBN 83-01-10043-5.
- Ekorozwój w gminie, Białystok 1993, Wydawnictwo Ekonomia i Środowisko, ISBN 83-85792-03-1.
- Rio – początek ery ekologicznej, Łódź 1993, Akapit Press, ISBN 83-900302-9-2.
- Droga do ekorozwoju, Warszawa 1994, PWN.
- W drodze do ekorozwoju, Warszawa 1997, PWN, ISBN 83-01-12376-1.
- Przyrodnicze kryteria gospodarki przestrzennej, Lublin 1997, KUL, ISBN 83-228-0540-3.
- Ekologiczne problemy przyszłości świata i Polski, Warszawa 1998, PAN, ISBN 83-7151-298-8.
- Ekorozwój – wyzwanie XXI wieku, Warszawa 2000, PWN, Warszawa 2002, PWN (dodruk), ISBN 83-01-13244-2.
- Ochrona Środowiska: Unia Europejska – Polska, Warszawa 2003, PAN, ISBN 83-7151-607-X.
- Przyszłość ekorozwoju, Lublin 2005 i 2007, KUL, ISBN 83-7363-312-X i ISBN 978-83-7363-570-8.